# Prawo krwi (gra komputerowa)
Prawo krwi – gra komputerowa z gatunku bijatyk wydana na platformę Amiga przez Techland w roku 1995 jako debiut wydawniczy przedsiębiorstwa.
Wydanie gry poprzedziła kampania reklamowa zachwalająca Prawo krwi jako godnego rodzimego następcę gier z serii Mortal Kombat. Oczekiwania graczy były wysokie, z uwagi na dobry odbiór wcześniejszych bijatyk polskiej produkcji, takich jak Franko: The Crazy Revenge czy Doman oraz ze względu na mafijną tematykę, zainteresowanie którą umiejętnie wykorzystywał przemysł rozrywkowy, na przykład pod postacią serialu Ekstradycja.
Sprzedaż gry była obiecująca, doświadczenie demoscenowe twórców również dawało nadzieję na dobrą grę, lecz recenzje zarzuciły grze monotonność, liniowość (mimo deklarowanej nieliniowości rozrywki), krótki etap pościgu i nieciekawą, również krótką, sekwencję FPP.
Błędy gry poprawiano na bieżąco i implementowano w każdej kolejnej puli nakładu, gdyż gra sprzedawała się bardzo dobrze, mimo wymienionych wyżej niedostatków.
W roku 1996 wydano wersję gry na platformę PC DOS, lecz była ona jeszcze słabsza pod kątem grywalności i jakości wizualno-dźwiękowej. Pozbawiono jej też etapów trójwymiarowych. Tę wersję gry dołączył do swojego lipcowego numeru z roku 1996 CD-Action.